# Thenjiwe Niki Nkosi
Thenjiwe Niki Nkosi (ur. 1980 w Nowym Jorku) – południowoafrykańska artystka intermedialna, performerka i malarka.

## Życiorys
Urodziła się w Nowym Jorku. Jej ojciec był emigrantem politycznym z Południowej Afryki – jego rodzice pochodzenia zuluskiego działali przeciw apartheidowi i zostali zmuszeni do wyjazdu. Matka Nkosi była zaś amerykańską Greczynką, jej rodzina uciekła z Grecji po inwazji państw Osi podczas II wojny światowej. W 1989 roku Nkosi wraz z rodzicami przeniosła się do Harare, zaś w 1992, po zmianach politycznych w RPA, m.in. uwolnieniu Nelsona Mandeli, zdecydowali się na przeprowadzkę do Johannesburga. Nkosi wróciła później do Nowego Jorku, gdzie ukończyła studia na Uniwersytecie Harvarda i School of Visual Arts. Ostatecznie zamieszkała w Johannesburgu, gdzie pracuje do dziś.
Jej prace wystawiane były m.in. w Tate Modern w Londynie, Muzeum Sztuki Współczesnej w Rio de Janeiro czy na 56. Biennale w Wenecji, w Polsce zaś w Muzeum Sztuki Nowoczesnej w Warszawie na wystawie Niepodległe. Kobiety a dyskurs narodowy. W 2019 roku wygrała 15. Nagrodę Tollmana, coroczne odznaczenie RPA dla artystów wizualnych.

## Twórczość
Nkosi zajmuje się badaniem struktur władzy i polityki, zwłaszcza w dziedzictwie historycznym Południowej Afryki. Jej prace to często serie portretów lub widoków architektury o zgeometryzowanych formach i pastelowych kolorach. Budowle wybrane przez artystkę powstawały w latach 30. i 40. w RPA i związane były bezpośrednio z apartheidem. Wedle artystki, osoba Mandeli przysłoniła wiele innych postaci w walce z kolonializmem, dlatego na swoich pracach z serii Heroes eksponuje tzw. „słaby opór” i mniej znanych ludzi, chcąc ocalić ich przed zapomnieniem. Portretuje m.in. żony południowoafrykańskich przywódców, jak Winnie Mandele, feministkę Florynce Kennedy, piłkarza Jabu Mahlangu, który wsparł walkę z narkotykami, czy Anene Booysen, zgwałconą nastolatkę, której historia wzbudziła ogólnokrajową dyskusję na temat gwałtu.

W serii Gymnasium artystka zestawia minimalistyczny sztafaż białych, architektonicznych wnętrz z grupami afrykańskich atletek, wzorowanych m.in. na postaci Simone Biles, lecz bez wyraźnych rysów twarzy. Kobiety przedstawione są często chwilę przed lub chwilę po wykonaniu ocenianego ruchu, przez co artystka akcentuje bardziej nie ich dokonania, lecz wartość performatywną i porównuje je z działalnością współczesnych artystów:
Metafora świata gimnastyki to performance: potrzeba przedstawienia swojej tożsamości zarówno jako artysta jak i czarny artysta.
Jedną z inspiracji dla serii była historia skandynawskiego instruktora gimnastyki Nielsa Bukha, poplecznika nazistów, który w latach 30. XX wieku miał przybyć do RPA z misją promowania zdrowia wśród „rasy aryjskiej”.

## Nagrody
- 2004 – Philippe Wamba Prize in African Studies
- 2019 – 15. Nagroda Tollmana[6]